# Daniel Defoe
Daniel Defoe o De Foe (/ˈdænjəl dəˈfəʊ/; Stoke Newington, 1660 – Moorfields, 24 aprile 1731) è stato uno scrittore e giornalista britannico.
Viene frequentemente indicato come il padre del romanzo inglese e ricordato soprattutto per essere l'autore di Robinson Crusoe.

## Biografia
Defoe nacque nel borgo londinese di Stoke Newington. Suo padre, James Foe, era un membro della società dei macellai, ma mercante di candele; Daniel modificò il proprio cognome da "Foe" al più aristocratico "Defoe" intorno al 1703, arrivando in alcune occasioni a dichiarare di essere un discendente della famiglia De Beau Faux.
La famiglia di Defoe era di credo presbiteriano dissenziente; egli fu mandato a scuola all'accademia dissenziente di Stoke Newington Green, diretta da Charles Morton (in seguito vicepresidente di Harvard); qui non seguì studi classici ma si dedicò a discipline come l'economia, la geografia e le lingue straniere. Daniel, contro la volontà del padre, scelse di non diventare pastore presbiteriano e di dedicarsi agli affari. In questo ramo ebbe un grande successo, e poté sposare Mary Tuffley, figlia di un cattivo mercante, ottenendo una dote di 3 700 sterline, e da cui ebbe sette figli.
Convinto sostenitore della causa liberale, nel 1685 Defoe si schierò con il Duca di Monmouth (figlio illegittimo, protestante, di Carlo II), che osteggiava il legittimo erede al trono e fratello di Carlo, il cattolico Giacomo II. Nel 1688 prese posizione dalla parte di Guglielmo d'Orange quando questi si scontrò con il suocero Giacomo (che intendeva instaurare una monarchia assoluta e mettere in atto una politica di pulizia religiosa analoga a quella di Luigi XIV in Francia).
Nel 1692 Defoe finì in bancarotta, pagando il disastro economico anche con la prigione. Riuscì a risollevare le proprie condizioni finanziarie con attività disparate: una fabbrica di mattoni, un servizio di consulenza per il governo, e qualche pubblicazione come saggista. I saggi di Defoe, di natura politica ed economica, contenevano raccomandazioni all'avanguardia: suggerivano, tra l'altro, la creazione di una banca centrale (divenuta realtà nel 1694), di un sistema pensionistico, di società di assicurazioni, nuove leggi sulla bancarotta.
Dopo la morte di Guglielmo III (1702), Defoe fu arrestato con l'accusa di avere diffamato la Chiesa d'Inghilterra nel suo saggio La via più breve per i dissenzienti (The shortest way with the dissenters). Il libro fu messo al rogo, e Defoe subì prima la gogna e poi nuovamente la prigione, nel carcere di Newgate. Mentre attendeva in carcere la sentenza, Defoe scrisse A Hymn to the Pillory (Inno alla Gogna), che circolò per tutta Londra: la condanna si trasformò in trionfo, la gogna fu ornata di fiori e scorsero fiumi di birra in onore del condannato. Inno alla Gogna, dal ritmo quasi di ballata, col tono a volte amaro del sarcasmo, a volte violento dell'invettiva, sviluppa un tema caro alle satire di Defoe: la condanna inflitta agli innocenti, l'impunità dei colpevoli, la barbarie del ludibrio della folla. Di questo è simbolo la gogna, "geroglifica macchina di Stato", diabolico congegno, incomprensibile a chi è onesto. Emblema non di giustizia ma del suo contrario. Ignominioso e incivile strumento di tortura, cassa di risonanza e amplificazione della malizia umana che ha solo sete di vendetta e gode del dolore altrui.
Appena fu fatto prigioniero la moglie colse l'occasione per divorziare e tenersi i figli, data l'impossibilità per Defoe di allevarli.
Nel 1704 pubblicò un sarcastico opuscolo sull'aiuto ai poveri Giving Alms no Carity and Employing the Poor a Grievance to the Nation (Fare l'elemosina non è carità e dare lavoro ai poveri è un danno per la nazione).
Durante la prigionia a Newgate Defoe iniziò anche a scrivere il romanzo Fortune e sfortune della famosa Moll Flanders, pubblicato nel 1722. Nel frattempo aveva perso la fabbrica di mattoni, e per risollevarsi da un nuovo periodo di crisi economica fondò la rivista trisettimanale The Review, destinata a durare dieci anni e ad entrare nella storia del giornalismo britannico. Quasi tutti gli articoli erano di Defoe. Pur dichiarandosi indipendente, in realtà aveva un accordo con il primo ministro Robert Harley, che gli aveva promesso l'amnistia.
Fra il 1705 e il 1707 si trasferì in Scozia. Presentandosi come giornalista, in realtà lavorò attivamente per convincere il Parlamento scozzese ad accettare l'Atto di Unione con il Parlamento inglese, stipulato nel 1707. È in questo periodo che egli perse le tracce dei quattro figli ancora in vita, dei quali si sa solo che non cercarono il padre poiché certi del suo rifiuto, data la sua vanità e indipendenza sociale.
Nel 1714, sempre lavorando sotto mentite spoglie per il governo, riuscì a entrare nella redazione di un settimanale giacobita. Scoperto sei anni dopo, fu costretto a porre fine alla sua attività di giornalista. Nel frattempo aveva continuato a scrivere romanzi; nel 1715 pubblicò The Family Instructor, e nel 1719 il suo più celebre romanzo, Robinson Crusoe. Subito dopo scrisse due romanzi come seguito di Robinson Crusoe: Ulteriori avventure di Robinson Crusoe e Riflessioni serie di Robinson Crusoe. Seguirono numerose opere minori, incluse diverse false autobiografie (di famosi criminali o di altri personaggi pubblici, come la cortigiana "pentita", Lady Roxana) e una quantità di romanzi (Memorie di un cavaliere, Il capitano Singleton, Il colonnello Jack e Diario dell'anno della peste).
Daniel Defoe morì a Moorfields, nei pressi di Londra, nel 1731 all'età di 71 anni. Oggi è sepolto nel cimitero di Bunhill Fields, a Londra.

## Defoe e il romanzo
A partire dai saggi del critico inglese James Blood, Defoe è stato visto più volte come il padre del romanzo moderno, ovvero di una forma di romanzo in prosa in cui la figura di un singolo personaggio o di un gruppo di personaggi e del loro destino sia al centro della vicenda, e in cui si cerchi di rispettare determinati criteri di coerenza e verosimiglianza. Sebbene vi siano precedenti anche importanti (per esempio il Don Chisciotte di Cervantes e La principessa di Clèves di Madame de La Fayette), Defoe fu in effetti il primo a utilizzare questa forma letteraria in modo sistematico.
Defoe non era in realtà interessato a creare o sviluppare il romanzo a fini letterari. Egli era soprattutto un giornalista, un saggista e un professionista della penna pronto a mettere il suo considerevole talento al servizio del miglior offerente. È senz'altro significativo il fatto che prima di dedicarsi al romanzo, buona parte della vita di Defoe fosse già trascorsa: quando scrisse il suo capolavoro, il Robinson, aveva già 58 anni. Inoltre, pubblicò i suoi romanzi cercando, in generale, di farli passare per storie vere (memoriali e autobiografie) per renderli più appetibili al pubblico (il motivo principale per cui Defoe scriveva era la necessità di pagare i debiti). La messa in scena ebbe successo, e solo molto tempo dopo la pubblicazione si comprese che i libri di Defoe mescolavano fatti veri (nel Robinson Crusoe la vicenda del marinaio Alexander Selkirk) con dosi generose di invenzione letteraria.
La miscela di realtà e finzione, attendibilità e sensazionalismo, propositi edificanti e gusto del racconto a fine d'intrattenimento costituiscono nella scrittura di Defoe quel genere intimamente ibrido che è il romanzo moderno. Starà poi ad altri, successivi scrittori di diversi paesi sfruttarne le potenzialità; ma di certo la prima sintesi narrativa funzionante (prova ne è il successo di cui ancora godono oggi questi libri) fu l'astuto e "disonesto" Daniel Defoe.

## Opere

### Originali
- The True-Born Englishman (1701)
- The Shortest Way with the Dissenters (1702)
- Reformation of Manners (1702)
- A Hymn to the Pillory (1703)
- The Family Instructor (1715)
- The Life and Strange Surprising Adventures of Robinson Crusoe of York, Mariner (1719)
- The Further Adventures of Robinson Crusoe (1719)
- The Education of Women (On) (1719)
- Serious reflections during the life of Robinson Crusoe, With His Vision of the Angelic World (1720)
- The Life, Adventures and Piracies of the Famous Captain Singleton (1720)
- Memoirs of a Cavalier: A Military Journal of the Wars in Germany, and the Wars in England. From the Year 1632 to the Year 1648 (1720)
- Colonel Jack / The History and Remarkable Life Of the truly Honourable Col. Jacque...(1722)
- The Journal of the Plague Year (1722)
- The fortunes and misfortunes of the famous Moll Flanders (1722)
- Roxana: The Fortunate Mistress (1724)

### Traduzioni italiane
- Inno alla gogna Macerata, Liberilibri, [1993], 2010.
- Robinson Crusoe, Mursia - Corticelli, 2007.
- Le avventure di Robinson Crusoe seguite da Ulteriori avventure di Robinson Crusoe e Serie Riflessioni, Torino, Einaudi, 1998.
- Vita, avventure e piraterie del capitano Singleton, Milano, Rizzoli, 1959.
- Memorie di un cavaliere, Milano, Mondadori, 1999.
- Il colonnello Jack, traduzione di Nemi D'Agostino, Milano: Garzanti, 1953.
- Diario dell'anno della peste, Roma, Elliot, 2014.
- Fortune e sfortune della famosa Moll Flanders, traduzione di Cesare Pavese, Torino: ABC, 1935.
- Roxana o L'amante fortunata, trad. it. G. Bernardi, Milano, Frassinelli, 2005; Lady Roxana, Milano, Garzanti, 2006.
- I peggiori criminali del nostro tempo (comprende: La storia della vita straordinaria di John Sheppard; Racconto di tutte le rapine, le evasioni ecc. di John Sheppard; Jonathan Wild; Breve resoconto storico della vita di sei famigerati ladri di strada; A ripensarci vengono le idee migliori), traduzione e cura di Fabrizio Bagatti, Firenze, Clichy, 2015.
- Storie di fantasmi (comprende: Resoconto dell’Apparizione della signora Veal; Il fantasma in ogni stanza; Lo spettro e il bandito; Il mirabile verificarsi di un’apparizione nell’anno 1665, dal racconto del reverendo dr. Ruddle, di Lauceston, in Cornovaglia; Il sacerdote e l’atto smarrito; I due fratelli; La moglie e il marito; Il diavolo e l’orologiaio; Un’apparizione del Diavolo; Il demone amichevole, o l’apparizione generosa; Il fantasma accusatore; Fantasmi e farabutti), traduzione e cura di Fabrizio Bagatti, Firenze, Clichy, 2016.